# Dolichoderus dibolius
Dolichoderus dibolius é uma espécie de formiga do gênero Dolichoderus.